# خطايان (بشاريات الشرقي)
خطايان (بالفارسية: خطایان) هي قرية تقع في إيران في قسم بشاریات الشرقي الریفي. يقدر عدد سكانها بـ 901 نسمة .